# Sałatka gyros

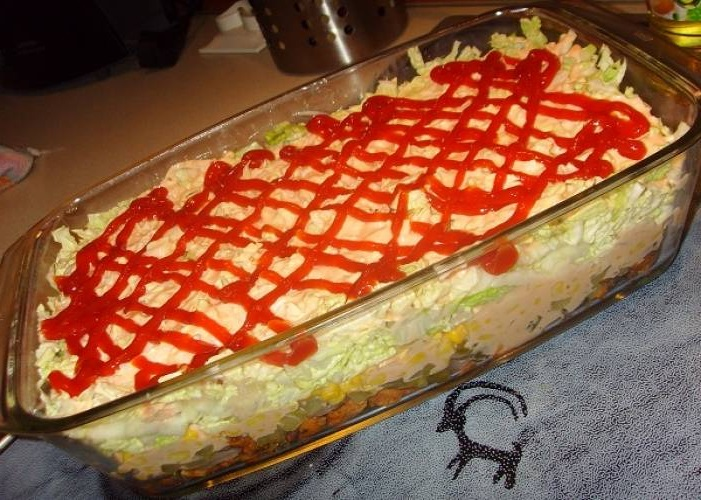
Klasyczna kompozycja sałatki z opcjonalnym ketchupem na wierzchu

Sałatka gyros – popularna w Polsce potrawa okazyjna o bliżej nieokreślonej genezie. Posiada budowę warstwową, najczęściej serwowana w szklanym naczyniu, które uwidacznia każdą z warstw. Jej głównym komponentem są drobne kawałki mięsa drobiowego (najczęściej polędwiczki) zaprawione na wzór greckiego dania typu fast-food gyros, które stanowi zwykle bazę całej potrawy.

## Kompozycja dania
Potrawa zbudowana jest z wielu warstw, na które składają się podstawowe składniki całej sałatki, co wyróżnia to danie spośród innych tego typu (zostaje wymieszana dopiero po nałożeniu na talerz). Jej podstawowym elementem jest mięso z kurczaka, które wbrew nazwie sałatki najczęściej nie jest przyrządzane na różnie jak oryginalny grecki gyros, lecz mocno doprawione mieszanką przypraw podobną do tej stosowanej przy jego przyrządzaniu i smażone. Obok mięsa do sałatki dodaje się domieszkę różnorodnych warzyw, najczęściej puszkowanych, takich jak kukurydza słodka, młode konserwowe cebule czy oliwki. Dużą część objętości dania stanowi kapusta pekińska, a całość zwykle okraszona jest czerwoną cebulą krojoną w krążki. Spoiwem całej potrawy jest majonez, zwykle będący powtarzającym się segmentem między warstwami kolejnych składników.

## Wariacje smakowe
Sałatka gyros szybko doczekała się wielu wariantów, które znacząco intensyfikują jej popularność. Można wyróżnić wiele jej odmian, choć istnieje klasyczny ich podział na:
- klasyczną – składająca się z warzyw, mięsa, majonezu i dodatkowego ketchupu,
- z ryżem – dodatkowym składnikiem jest gotowany ryż, często doprawiany,
- z makaronem.

Dodatkowo wyróżnić można jeszcze wersję, gdzie wszystkie komponenty zostały wymieszane (klasyczna mieszana), jednak ciężko jest ją bezpośrednio uznać za członka rodziny, gdyż gatunkowość sałatki gyros warunkowana jest najczęściej właśnie jej warstwami.

## Rodzime sałatki
Uproszczony schemat sałatki gyros, a więc jego warstwy warzywne z sosem majonezowym, stanowią podwaliny różnorodnych modyfikacji dania. Tę samą budowę prezentuje choćby sałatka kebab (w której mięso typu gyros zastąpione jest mięsem z rożna) oraz wersję ekonomiczną, jaką jest sałatka z zupek chińskich.